# دیترویت لیکس (مینه‌سوتا)
دیترویت لیکس، مینه‌سوتا (به انگلیسی: Detroit Lakes, Minnesota) یک شهر در ایالات متحده آمریکا است که در مینه‌سوتا واقع شده‌است.

## خصوصیات
دیترویت لیکس ۳۹٫۳۷ کیلومترمربع مساحت و ۸٬۵۶۹ نفر جمعیت دارد و ۴۱۷ متر بالاتر از سطح دریا واقع شده‌است.